# Léopold Sédar Senghor
Léopold Sédar Senghor (n. 9 octombrie 1906, Joal-Fadiouth⁠(d), Regiunea Thiès, Senegal – d. 20 decembrie 2001, Verson, Basse-Normandie, Franța) a fost scriitor senegalez, politician și teoretician cultural, poet, critic literar, eseist, autor de texte politice. A fost primul președinte al Senegalului (1960–1980) și primul african care a făcut parte din Academia franceză.
Și-a finalizat cursurile la Paris, unde a fost și profesor. Recrutat în 1939, a fost prins și și-a petrecut doi ani în lagărele de concentrare naziste, unde a scris câteva dintre cele mai frumoase poezii.
Un text al unui mare poet al negritudinii, Leopold Sedar Senghor, afirmă: „Când misionarii europeni au ajuns în Africa, ei aveau Biblia și noi aveam pământul. Atunci misionarii au spus: Închideți ochii, să ne rugăm! Noi, băștinașii, am închis ochii și ne-am rugat. Cînd i-am deschis noi aveam Biblia și misionarii aveau pământul…!”.

## Negritudine
Împreună cu Aimé Césaire și Léon Damas, a fost co-fondator al conceptului de Negritudine, mișcare pentru afirmare în plan mondial a valorilor specific africane, având ca punct de pornire personalitatea omului de rasă negridă. Tot Sédar Senghor este inițiatorul mișcării francofone.

## Scrieri
- Les Chants d’Ombre – Cântecele umbrei (1945),
- Anthologie de la nouvelle poésie nègre et malgache de langue française – Antologia noii poezii negre și malgașe în limba franceză (1948),
- Etiopiques – Etiopice (1956),
- Nocturnes  – Nocturne (1961),
- Négritude et humanisme – Negritudine și umanism (volum de eseuri) (1964),
- Lettres d’hivernage – Scrisori de iernare (1973),
- Poèmes – Poeme (1974),
- Les élègies majeures – Elegiile majore (1979).

Din versurile lui Léopold Sédar Senghor au fost publicate în România două volume antologice, sub titlul Jertfe negre (1969 și 1976), în traducerea lui Radu Cârneci.

### Eseuri
- Liberté 1. Négritude et humanisme, Paris, éditions Seuil, 1964
- Liberté 2. Nation et voie africaine du socialisme, Paris, éditions Seuil, 1971.
- Liberté 3. Négritude et civilisation de l’Universel, Paris, éditions Seuil, 1977
- Liberté 4. Socialisme et planification, Paris, éditions Seuil, 1983
- Ce que je crois. Négritude, francité et civilisation de l’Universel, éditions Grasset, 1988
- Liberté 5. Négritude et dialogue des Cultures, Paris, éditions Seuil, 1993